# Лиственница сибирская
Ли́ственница сиби́рская (лат. Lárix sibírica) — вид хвойных деревьев из рода Лиственница (Larix) семейства Сосновые (Pinaceae).

## Распространение и экология
Лиственница сибирская произрастает в лесной, лесотундровой, тундровой (южная часть), лесостепной зонах. Иногда проникает в степную зону и даже в зону полупустынь. Область естественного распространения охватывает север, северо-восток и частично восток Европейской части России, Урал, Западную и Восточную Сибирь, за пределами России — Восточный Казахстан, северную часть Монголии и Северо-Западный Китай (Синьцзян-Уйгурский автономный район). С севера на юг сплошной ареал простирается от тундры (71° с. ш.) до Алтая и Саян (примерно до 45° 40' с. ш. на Монгольском Алтае и Хангае). Оторванный от сплошного ареала остров распространения лиственницы есть на хребтах Саур и Тарбагатай. Наиболее южная его часть находится в районе 45° 20' с. ш. В Восточном Тянь-Шане (Северо-Западный Китай) имеется ещё одна островная и вместе с тем самая южная часть естественного ареала лиственницы сибирской: крайняя южная оконечность её расположена около 43° 10' с. ш.. На северной и верхней границах леса образует редколесья. В горах поднимается до верхней границы леса, на Алтае до 2200—2400, а иногда и до 2900 м над уровнем моря. На Сауре, Тарбагатае и Тянь-Шане, вероятно, забирается ещё выше. Преобладает во многих лесах и редколесьях Приполярного и Полярного Урала. Менее распространена на Северном, Южном и Среднем Урале. В Европейской части России дикорастущая лиственница встречается редко: на Европейском Севере растёт местами, главным образом в виде небольшой примеси к сосне и ели, в восточной части Средней полосы России в диком виде очень редка, во многих областях прежнего произрастания была истреблена интенсивными лесозаготовками. В Западной Сибири часто преобладает в лесах и редколесьях севернее 63° с. ш. (наряду с елью сибирской), а также на Алтае и в Саянах; в других местах растёт островами и в примеси к другим породам.
Лиственница сибирская растёт в хвойных лесах (вместе с сосной обыкновенной, елью сибирской и сибирским кедром, иногда с пихтой сибирской), реже образует чисто лиственничные леса. На лесосеках и пожарищах выступает как пионер.
Предпочитает подзолистые или дерново-подзолистые почвы.
Холодостойка, светолюбива, требовательна к влажности почвы и воздуха, но избегает избыточного увлажнения.

### Распределение численности
Ряды распределения численности деревьев лиственницы сибирской по высоте и диаметру являются асимметричными. Анализ строения насаждений по диаметру характеризуют как состояние насаждений в целом, так и распределение деревьев в разных рядах.

## Ботаническое описание

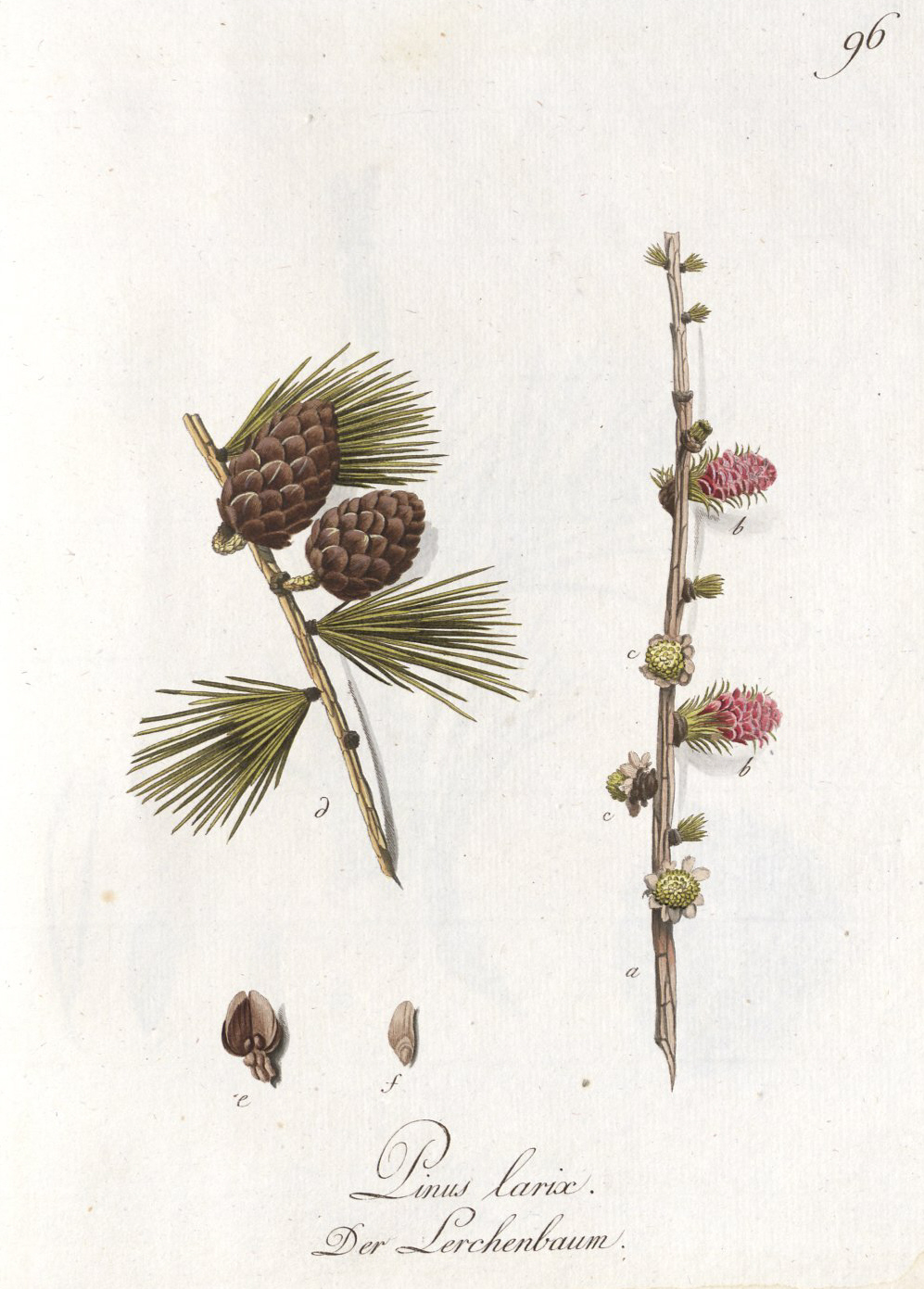
Ботаническая иллюстрация из книги Фридриха Бургсдорфа Abbildung der Hundert Deutschen Wilden Holz-Arten nach dem Nummern-Verzeichnis im Forst-Handbuch

Дерево высотой до 30—40 м и диаметром ствола 80—100 (до 180) см. Крона молодых деревьев пирамидальная, позже становится овально-округлой. Кора на старых стволах серовато-бурая толстая, с продольными трещинами, глубоко-бороздчатая; на молодых — гладкая, светло-соломенного цвета.
Вершинные почки широко-конические; боковые — полушаровидные, желтовато-бурые. Хвоя мягкая, узколинейная, длиной 13—45 мм, шириной до 1,6 мм, плоская с туповатой верхушкой, светло-зелёная, с сизоватым налётом, собрана по 30—40 штук в пучке, расположена на однолетних удлинённых побегах и на укороченных, развивающихся на второй год жизни побега. Осенью хвоинки, как и у других видов лиственницы, опадают.
Мужские колоски (микростробилы) одиночные, шаровидной или овальной формы, бледно-жёлтого цвета, диаметром 5—6 мм, расположены на концах укороченных побегов; женские — широкояйцевидно-конические, длиной 10—15 мм, пурпурные или розовые, реже бледно-зелёные или беловатые. Опыление происходит в мае.
Шишки яйцевидные или продолговато-овальные, сначала пурпурного, затем светло-бурого или светло-жёлтого цвета, длиной 2—4 см, шириной 2—3 см, состоят из 22—38 чешуек расположенных в пять — семь рядов. Семенные чешуи длиной 13—20 мм, шириной 10—15 мм, с ровным краем, округлые или яйцевидные, снаружи с густым бархатистым опушением из рыжих волосков. Кроющие чешуи кожистые, скрыты между семенными. Шишки висят на дереве после того, как семена выпадут, ещё два — три года, затем опадают, но не рассыпаются.
Семена косо-обратнояйцевидные, мелкие, длиной 2—5 мм, шириной 3—4 мм, желтоватые, с тёмными полосками и крапинками; крыло длиной 8—17 мм, шириной 4—6 мм, с одной стороны почти прямолинейное, с другой полого-закруглённое. В 1 кг 94—147 тысяч семян, вес 1000 семян — 9,5 (5,3—14,1) г. Семенные годы через два — три года; в северных районах реже, через шесть — семь лет.
| |  |  |  |
| Слева направо: Кора в нижней части ствола. Распускающаяся хвоя. Хвоя осенью. Кроны лиственницы сибирской зимой. |  |  |  |

## Хозяйственное значение и применение

### Древесина
Древесина с красновато-бурым ядром и узкой, белой заболонью. Годичные кольца хорошо заметны на всех разрезах. Смоляные ходы редкие, мелкие и трудно различимы. По техническим свойствам древесина лиственницы превосходит древесину всех других хвойных пород. Отличается высокими механическими свойствами, мало подвержена гниению, но тяжёлая, трудная для обработки и склонна к растрескиванию. Она очень тверда, имеет удельный вес около 1 кг/дм³, поэтому, свежесрубленная, она тонет в воде. Употребляется в качестве строительного материала. Хорошо сохраняется в воде и используется в гидротехнических сооружениях, судостроении, идёт на шпалы, столбы, переводные и мостовые брусья, рудничные стойки. Местами используется в качестве топлива. Запас древесины в высокобонитетных древостоях — 600—700 м³/га.
Из лиственницы сибирской построена радиомачта в Гливице высотой 111 метров.
Из древесины получают целлюлозу, этиловый спирт, камедь. В коре не менее 10 % танинов. Экстракты коры — хорошие дубители и красители, окрашивающие в жёлтые, розоватые и коричневые тона. Из смолы добывают терпентин (выход его мал, но качество чрезвычайно высоко), применяемый в виде пластырей и мазей при ревматизме и подагре. В хвое до 325 мг% витамина C.

### Озеленение городов
Лиственница сибирская хорошо переносит условия города, поэтому её часто используют для озеленения, в одиночных и групповых посадках.

### Жевательная резинка
Из живицы лиственницы сибирской (так же как и сибирской кедровой сосны) в России производится натуральная жевательная резинка для профилактики заболеваний полости рта.

## Таксономия
Larix sibirica Ledeb., 1833 Flora Altaica. 4: 204. 1833
Вид Лиственница сибирская входит в род Лиственница (Larix) семейства Сосновые (Pinaceae) порядка Сосновые (Pinales).
|  |               |  |                          |                          |                    |  | ещё 6 семейств | ещё 6 семейств |                           |  |  |  | ещё 11 видов |
|  |               |  |                          |                          |                    |  | ещё 6 семейств | ещё 6 семейств |                           |  |  |  | ещё 11 видов |
|  |               |  |                          | порядок Сосновые         |                    |  |                |                | род Лиственница           |  |  |  |              |
|  |               |  |                          | порядок Сосновые         |                    |  |                |                | род Лиственница           |  |  |  |              |
|  | отдел Хвойные |  |                          |                          | семейство Сосновые |  |                |                | вид Лиственница сибирская |  |  |  |              |
|  | отдел Хвойные |  |                          |                          | семейство Сосновые |  |                |                |                           |  |  |  |              |
|  |               |  | ещё три вымерших порядка | ещё три вымерших порядка |                    |  |                | ещё 10 родов   | ещё 10 родов              |  |  |  |              |
|  |               |  |                          | ещё три вымерших порядка |                    |  |                |                | ещё 10 родов              |  |  |  |              |

### Синонимы
- Larix altaica Fisch. ex Gordon nom. inval.
- Larix altaica Fisch. ex Parl.
- Larix archangelica C.Lawson nom. inval.
- Larix decidua var. russica (Endl.) Henkel & W.Hochst.
- Larix decidua var. sibirica (Ledeb.) Regel
- Larix decidua subsp. sibirica (Ledeb.) Domin
- Larix europaea var. russica (Endl.) Beissn.
- Larix europaea var. sibirica (Ledeb.) Loudon
- Larix pseudolarix Lodd. ex Gordon nom. inval.
- Larix russica (Endl.) Sabine ex Trautv.
- Larix sibirica var. hybrida Y.N.Lee
- Larix sibirica f. pendula Schelle
- Larix sibirica var. viridis Y.N.Lee
- Larix sukaczewii Dylis nom. illeg.
- Pinus larix var. intermedia Antoine
- Pinus larix var. russica Endl.
- Pinus pseudolarix Steud.